# Zmarli w lipcu 2016

## Lipiec 2016
- 31 lipca
  - Mychajło Fyłypczuk – ukraiński archeolog[1]
  - Fazil Iskander – rosyjski pisarz pochodzenia abchaskiego[2]
  - Jadwiga Karczewska – polski paleobotanik, dr hab.[3][4]
  - Stanisław Kochanowski – polski polityk i samorządowiec, senator III kadencji[5]
  - Bobbie Heine Miller – południowoafrykańska tenisistka[6]
  - Jacek Ferdynand Nowak – polski ekonomista, profesor nadzwyczajny Uniwersytetu Ekonomicznego w Poznaniu[7][8]
  - Józef Okuniewski – polski ekonomista, minister rolnictwa w latach 1970–1974, ambasador w PRL[9]
  - Seymour Papert – południowoafrykański matematyk, informatyk[10]
  - Bolesław Rostowski – polski specjalista budowy maszyn, współtwórca kombajnów rolniczych Bizon[11]
- 30 lipca
  - Gloria DeHaven – amerykańska aktorka i piosenkarka[12]
  - Damian Gapiński – polski dziennikarz i działacz sportowy[13][14]
  - András Hajnal – węgierski matematyk[15]
- 29 lipca
  - Vivean Gray – brytyjska aktorka[16]
  - Anna Maria Jacobini – włoska dziennikarka[17][18]
  - Franciszek Kobryńczuk – polski lekarz weterynarii, prof. dr hab.[19]
  - Robert Kuźniar – polski aktor[20]
  - Patrick Lalor – irlandzki polityk, minister poczt i telegrafów (1969–1970) oraz przemysłu i handlu (1970–1973)[21]
  - Burt Talcott – amerykański poltyk, członek Izby Reprezentantów w latach 1963–1977[22]
  - Teresa Żebrowska – polski zootechnik, prof. dr hab. czł. rzecz. PAN[23][24]
- 28 lipca
  - Zofia Celińska – polska ekonomistka, działaczka konspiracji niepodległościowej w okresie II wojny światowej[25]
  - Mahasweta Devi(inne języki) – bengalska pisarka[26]
  - Tadeusz Górny – polski dziennikarz, działacz i publicysta jazzowy, flecista[27]
  - Zofia Knychalska-Karwan – polski stomatolog, prof. zw. dr hab.[28][29]
  - Émile Derlin Zinsou – polityk Beninu; prezydent w latach 1968–1969[30]
- 27 lipca
  - Jerry Doyle – amerykański aktor[31]
  - Dominik Hrušovský – słowacki duchowny katolicki, arcybiskup, emerytowany nuncjusz apostolski na Białorusi[32]
  - Józef Hurwic – polski fizykochemik[33]
  - Piet de Jong – holenderski żołnierz, polityk, minister obrony i premier w latach 1967–1971[34]
  - Jarosław Kuszewski – polski aktor i reżyser[35]
  - James Alan McPherson – amerykański pisarz[36]
  - Einojuhani Rautavaara – fiński kompozytor muzyki klasycznej[37]
- 26 lipca
  - Jan Flis – polski duchowny katolicki, profesor nauk teologicznych[38]
  - Mohamed Khan – egipski reżyser filmowy[39]
  - Sandy Pearlman – amerykański producent i menadżer muzyczny, poeta, autor tekstów piosenek[40]
  - Damian Pietrasik – polski operator filmowy[41][42]
  - Karol Sobczak – polski specjalista prawa administracyjnego gospodarczego, dziekan Wydziału Zarządzania UW[43]
- 25 lipca
  - Jerzy Bahr – polski dyplomata i urzędnik państwowy, szef Biura Bezpieczeństwa Narodowego[44]
  - Bülent Eken – turecki piłkarz[45]
  - Halil İnalcık – turecki historyk[46]
  - Dwight Jones – amerykański koszykarz, olimpijczyk (1972)[47]
  - Tim LaHaye – amerykański ewangelista, pisarz i mówca[48]
- 24 lipca
  - Adam (Dubec) – polski duchowny prawosławny, arcybiskup[49]
  - Abraham Goldberg – polsko-australijski przedsiębiorca pochodzenia żydowskiego, przestępca gospodarczy[50]
  - Bogusław Kokotek – polski duchowny ewangelicki, dziennikarz, publicysta, działacz społeczny i ekumeniczny[51]
  - Marni Nixon – amerykańska sopranistka[52]
- 23 lipca
  - Daniel Bargiełowski – polski aktor[53]
  - Małgorzata Bartyzel – polska dziennikarka, teatrolog, animator kultury, polityk, posłanka na Sejm V kadencji[54]
  - Alina Dobrzańska – polski pediatra, wykładowca akademicki, prof. dr hab. n.med.[55]
  - Carl Falck – norweski przedsiębiorca, najstarszy Norweg w latach 2012–2016[56]
  - Thorbjörn Fälldin – szwedzki polityk, premier Szwecji w latach 1976–1978 i 1979–1982[57]
  - Alina Surmacka-Szcześniak – amerykańska chemik i doktor technologii żywności[58]
- 22 lipca
  - Mieczysław Marczuk – polski pedagog, wykładowca akademicki, kawaler orderów[59]
  - Jan Piątkowski – polski prawnik i polityk, w 1993 minister sprawiedliwości i prokurator generalny[60]
- 21 lipca
  - Iwo Cyprian Pogonowski – polski inżynier budowlany i przemysłowy, autor atlasów i słowników, publicysta[61]
  - Bronisław Sieńczak – polski zakonnik rzymskokatolicki, wizytator Polskiej Prowincji Zgromadzenia Księży Misjonarzy[62]
  - Tadeusz Szuba – polski farmaceuta, nauczyciel akademicki i publicysta[63][64]
- 20 lipca
  - Radu Beligan – rumuński aktor[65]
  - William Gaines – amerykański dziennikarz, laureat Nagrody Pulitzera[66]
  - Tadeusz Halawa – polski specjalista w zakresie energetyki, prof. dr hab. inż.[67][68]
  - Maria Heidrich-Wieczorek – polska graficzka[69]
  - Włodzimierz Odojewski – polski pisarz[70]
  - Stanisław Stawicki – polski konserwator zabytków[71]
  - Pawieł Szaramiet – białoruski dziennikarz, opozycjonista[72]
  - Bogusław Żądło – polski samorządowiec i inżynier rolnictwa, starosta bialski (2001–2002)[73]
- 19 lipca
  - Carmen Hernández – hiszpańska katechetka, działaczka katolicka[74]
  - Janina Jóźwiak – polska ekonomistka i nauczyciel akademicki, rektor Szkoły Głównej Handlowej w Warszawie[75]
  - Garry Marshall – amerykański reżyser, aktor, producent i scenarzysta[76]
  - Wiktor Pyć – polski stulatek, żołnierz, więzień łagrów i uczestnik II wojny światowej[77]
  - Tamás Somló – węgierski wokalista, muzyk i kompozytor, lider Locomotiv GT[78]
  - Ola Sambor – malarka, współtwórczyni Radia Alex
- 18 lipca
  - Kazimierz Borczyk – polski działacz partyjny i państwowy, wicewojewoda łódzki (1973–1975), wojewoda skierniewicki (1980–1990)[79]
  - Charles Najman – francuski reżyser i pisarz pochodzenia polsko-żydowskiego[80]
  - Agata Karczmarek – polska gimnastyczka, lekkoatletka, skoczkini w dal, olimpijka[81]
  - Nikolaus Messmer – rosyjski duchowny katolicki, biskup[82]
  - Włodzimierz Piwkowski – polski muzealnik i konserwator zabytków[83]
  - Matilda Rapaport – szwedzka narciarka dowolna[84]
- 17 lipca
  - Wendell Anderson – amerykański polityk, olimpijczyk, 33 gubernator Minnesoty i senator[85]
  - Sérgio Henrique Ferreira – brazylijski naukowiec, lekarz i farmakolog[86]
  - Andrzej Grabarczyk – polski lekkoatleta, trójskoczek, skoczek w dal, olimpijczyk[87]
  - Dominik Dzierżykraj-Morawski – polski publicysta, dziennikarz, aktor, działacz społeczny[88]
  - Gary S. Paxton – amerykański producent muzyczny[89]
  - Fred Tomlinson – brytyjski piosenkarz i kompozytor[90]
- 16 lipca
  - Bonnie Brown – amerykański muzyk country[91]
  - Krystyna Mojkowska – polska dziennikarka[92]
  - Robert Burren Morgan – amerykański polityk[93]
  - Nate Thurmond – amerykański koszykarz[94]
  - Kazimieras Uoka – litewski polityk[95]
  - Alan Vega – amerykański piosenkarz[96]
  - Jacek Wiesiołowski – polski historyk, mediewista[97]
  - Claude Williamson – amerykański pianista jazzowy[98]
- 15 lipca
  - Qandeel Baloch – pakistańska modelka i osobowość internetowa[99][100]
  - Jean-Claude Czyba – francuski histolog, prof. dr hab. med., Doctor Honoris Causa WUM[101]
  - Charles Davis – amerykański saksofonista i kompozytor jazzowy[102]
  - Michał Łesiów – polski pedagog, prof. zw. dr hab.[103][104]
  - Jérôme Owono-Mimboe – kameruński duchowny katolicki, biskup[105]
  - Alicja Maria Rudniewska – polska działaczka konspiracji niepodległościowej w czasie II wojny światowej, publicystka[106]
  - Alicja Zommer-Kubicka – polska aktorka[107]
- 14 lipca
  - Péter Esterházy – węgierski pisarz i eseista[108]
  - Katharina Focke – niemiecka polityk i politolog, deputowana Bundestagu i Europarlamentu, minister młodzieży, rodziny i zdrowia (1972–1974)[109]
  - Lisa Gaye – amerykańska aktorka[110]
  - Henryk Górski – polski lekarz i twórca ekslibrisów[111]
  - Valerie Lush – brytyjska aktorka[112]
  - Athanasius Usuh – nigeryjski duchowny katolicki, biskup[113]
  - Hallard White – nowozelandzki rugbysta, trener i działacz sportowy[114]
- 13 lipca
  - Héctor Babenco – brazylijski reżyser, scenarzysta, producent oraz aktor filmowy[115]
  - Adam Gosk – polski lekarz, prof. dr hab.[116][117]
  - Marcin Kuźmiński – polski aktor[118]
  - Bernardo Provenzano – włoski przedsiębiorca, członek i szef mafii sycylijskiej Cosa Nostry[119]
  - Carolyn See – amerykańska pisarka[120]
- 12 lipca
  - Joseph Antic – indyjski hokeista na trawie[121]
  - Frederick D’Souza – indyjski duchowny katolicki, biskup[122]
  - Hanna Dylągowa – polska historyk, badaczka dziejów XIX wieku, profesor KUL[123]
  - Annibale Gammarelli – włoski krawiec związany z rodzinnym zakładem Gammarelli projektującym i szyjącym szaty dla duchownych[124]
  - Goran Hadžić – serbski polityk, były prezydent Republiki Serbskiej Krajiny, zbrodniarz wojenny[125]
  - Zygmunt Zimowski – polski duchowny katolicki, arcybiskup ad personam[126]
- 11 lipca
  - John Brademas – amerykański polityk[127]
  - Edmond L. Browning – amerykański biskup Kościoła Episkopalnego[128]
  - Corrado Farina – włoski reżyser i scenarzysta filmowy[129]
  - Janusz Grzonkowski – polski artysta plastyk[130]
  - Kurt Svensson – szwedzki piłkarz[131]
  - Jusztin Nándor Takács – węgierski duchowny katolicki, biskup[132]
  - Bogusław Waligóra – polski psycholog, prof. zw. Wyższej Szkoły Pedagogiki i Administracji im. Mieszka I w Poznaniu[133][134]
- 10 lipca
  - Czesław Druet – polski oceanolog, prof. dr hab.[135]
  - Anatolij Isajew – rosyjski piłkarz[136]
  - Norbert Joos – szwajcarski wspinacz[137]
  - Alfred G. Knudson – amerykański lekarz, genetyk[138]
  - Michał Kornatowski – polski lekarz, wiceminister zdrowia w latach 1997–1999[139]
  - James Pazhayattil – indyjski duchowny katolicki rytu antiocheńskiego, biskup[140]
- 9 lipca
  - Víctor Barrio – hiszpański matador[141]
  - Erny Brenner – luksemburski piłkarz[142]
  - Judy Canty – australijska lekkoatletka[143]
  - Zygmunt Mogiła-Lisowski – polski działacz kresowy, poseł na Sejm I kadencji[144]
  - Maralin Niska – amerykańska śpiewaczka operowa[145]
  - Silvano Piovanelli – włoski duchowny katolicki, kardynał[146]
  - Sydney Schanberg – amerykański dziennikarz, laureat Nagrody Pulitzera[147]
  - Ryszard Żochowski – polski koszykarz oraz dziennikarz sportowy[148]
- 8 lipca
  - Abdul Sattar Edhi – pakistański filantrop i działacz społeczny[149]
  - Rudolf Kapera – polski trener piłkarski[150]
  - William Lucas – angielski aktor[151]
  - William H. McNeill – kanadyjski historyk[152]
  - Jacques Rouffio – francuski reżyser i scenarzysta filmowy[153]
  - Artur Walasek – polski polityk, samorządowiec, wicemarszałek województwa lubelskiego[154]
- 7 lipca
  - Henryk Mądrzak – polski prawnik, specjalista w zakresie postępowania cywilnego[155]
  - Anita Reeves – irlandzka aktorka[156]
  - Michał Wierusz-Kowalski – polski wykładowca akademicki, dziennikarz prasy hipologicznej[157]
- 6 lipca
  - Bukky Ajayi – nigeryjska aktorka[158]
  - Michel Coloni – francuski duchowny katolicki, arcybiskup[159]
  - Zygmunt Kudźma – polski specjalista budowy i eksploatacji maszyn, dr hab. inż.[160][161]
  - John McMartin – amerykański aktor[162]
  - Andrzej Sawicki – polski tłumacz, scenarzysta komiksowy i dziennikarz[163]
  - Danny Smythe – amerykański perkusista, członek zespołu The Box Tops[164]
  - Turgay Şeren – turecki piłkarz[165]
- 5 lipca
  - William Lester Armstrong – amerykański polityk[166]
  - Bogusław Czajkowski – polski dziennikarz i publicysta[167]
  - Alirio Díaz – wenezuelski gitarzysta, kompozytor[168]
  - Andrzej Grzyb – polski polityk, samorządowiec, pisarz, poeta i regionalista, senator VII i VIII kadencji[169]
  - Valentino Zeichen – włoski poeta[170]
- 4 lipca
  - William Hawkins – kanadyjski muzyk, poeta[171]
  - Abbas Kiarostami – irański reżyser filmowy, scenarzysta, fotograf i producent filmowy[172]
  - Abner J. Mikva – amerykański polityk[173]
- 3 lipca
  - John Michael Beaumont – brytyjski arystokrata, senior wyspy Sark[174]
  - Lou Fontinato – kanadyjski hokeista[175]
  - Noel Neill – amerykańska aktorka[176]
- 2 lipca
  - Caroline Aherne – brytyjska aktorka i pisarka[177]
  - Piotr Chudziński – polski aktor teatralny oraz księgarz[178][179][180]
  - Michael Cimino – amerykański reżyser i scenarzysta filmowy[181]
  - Roger Dumas – francuski aktor[182]
  - Edward Janiszewski – polski działacz oświatowy, podsekretarz stanu w ministerstwie edukacji narodowej[183]
  - Patrick Manning – trynidadzki polityk, premier Trynidadu i Tobago w latach 1991–1995, 2001–2010[184]
  - Ryszard Michalski – polski dziennikarz radiowy[185]
  - Robert Nye – brytyjski poeta[186]
  - Jerzy Osiński – polski specjalista budowy maszyn, prof. dr hab. inż.[187][188]
  - Michel Rocard – francuski polityk, premier Francji w latach 1988–1991[189]
  - Irineu Roque Scherer – brazylijski duchowny katolicki, biskup[190]
  - Jack C. Taylor – amerykański przedsiębiorca[191][192]
  - Elie Wiesel – amerykański pisarz i dziennikarz, laureat Pokojowej Nagrody Nobla[193]
- 1 lipca
  - Yves Bonnefoy – francuski poeta[194]
  - Antoni Cybulski – polski działacz kulturalny i muzealnik, kawaler orderów[195]
  - Ramchandra Chintaman Dhere(inne języki) – indyjski pisarz[196]
  - Robin Hardy – brytyjski reżyser filmowy, pisarz[197]
  - Ion Ianoși – rumuński pisarz, eseista[198]
  - Feliks Szpan – polski uczestnik II wojny światowej, funkcjonariusz komunistycznego aparatu bezpieczeństwa[199][200]

- data dzienna nieznana
  - Edmund Jankowski – polski działacz samorządowy, prezydent Leszna (1975–1979), wicewojewoda leszczyński (1979–1990)[201]